# Zygmunt Chychła

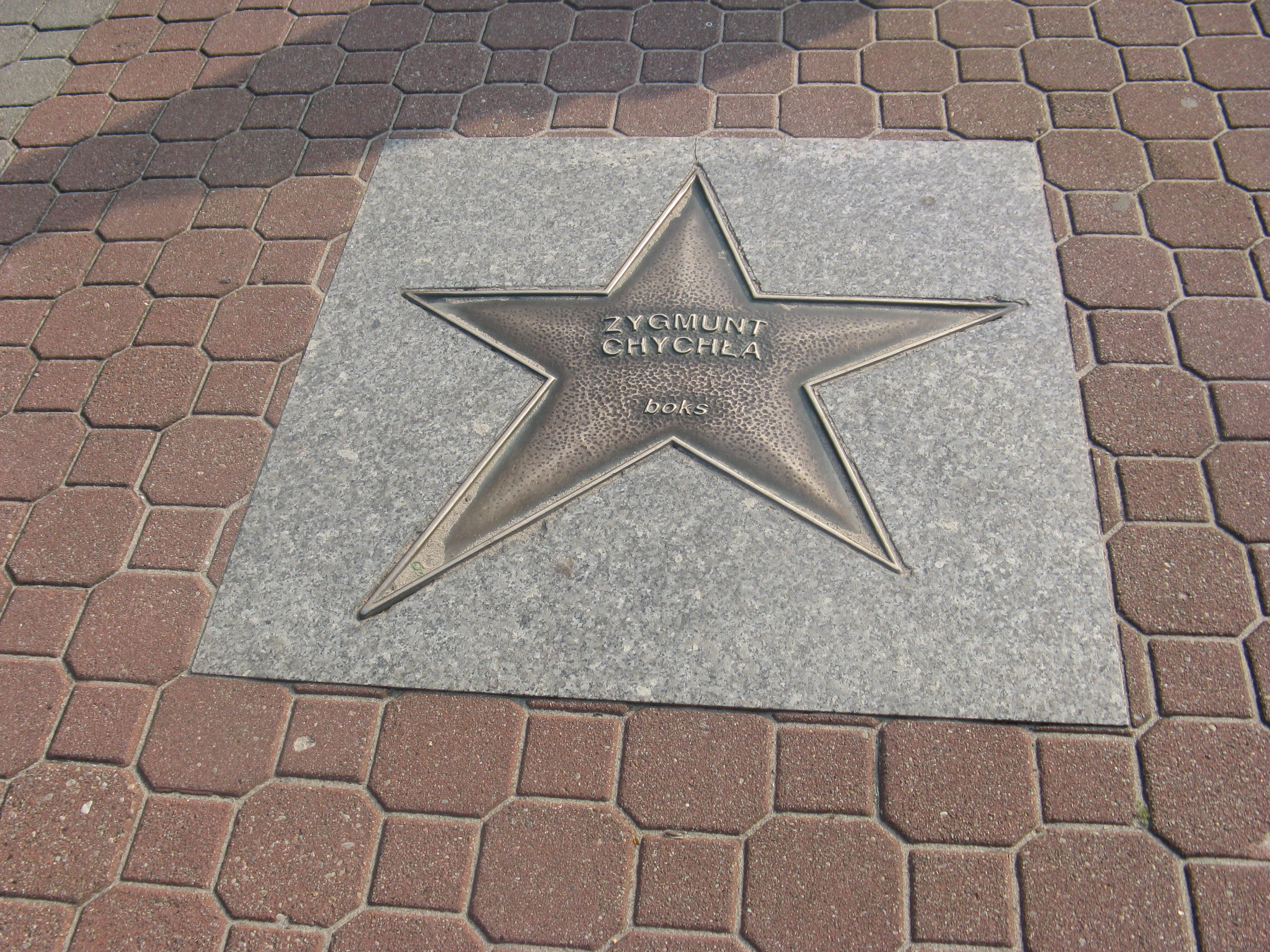

Zygmunt Chychła est un boxeur polonais, né le 6 novembre 1926 à Dantzig et mort le 26 septembre 2009 à Hambourg, champion olympique aux Jeux de 1952 à Helsinki en poids welters.

## Biographie
Il a commencé sa carrière de boxeur en 1939, s'était engagé dans l'armée, pendant la seconde guerre mondiale, traversant la France, puis l'Italie, et a retrouvé la Pologne en 1946. 
En 1947, il a effectué son retour dans le club de Feliks Stamm, entraineur de l'équipe polonaise olympique (de 1936 à 1968). 
En 1948, il a participé aux Jeux olympiques de Londres, où il a atteint les quarts de finale. 
En 1951, il a remporté le championnat d'Europe à Milan. Il a élu meilleur athlète de l'année, en Pologne. 
Lors des Jeux suivants, à Helsinki en 1952, il a remporté une médaille d'or en battant en finale le représentant de l'Union soviétique, Sergey Szczerbakow. Sur le parcours du titre olympique, il a battu le champion olympique de 1948, à Londres et le champion d'Europe d'Oslo, Július Torma (Tchécoslovaquie). Il est de nouveau élu meilleur sportif de l'année.
Après son retour des Jeux olympiques, il souffre de tuberculose. Il avait décidé de se retirer, mais les instances polonaises, n'ayant pas de champion dans sa catégorie pour les championnats d'Europe de Varsovie en 1953 l'ont induit en erreur, lui laissant croire que sa maladie se résorbait. Zygmunt Chychła a remporté la médaille d'or lors de ces championnats. En raison de l'absence de traitement, la tuberculose s'est développée provoquant des lésions pulmonaires.
Il a terminé sa carrière sportive 1953 puis a émigré en Allemagne au début des années 1970. 
En 2003, la Ville de Gdansk lui a accordé le titre de citoyen honoraire. 
Il meurt le 26 septembre 2009, après avoir vécu sa retraite à Hambourg.

## Palmarès

### Jeux olympiques
- aux Jeux olympiques d'été de 1952 à Helsinki en poids welters (moins de 67 kg)
- 5e place aux Jeux olympiques d'été de 1948 à Londres

### Championnats d'Europe de boxe
- Championnats d'Europe de boxe amateur 1951 à Milan en poids welters
- Championnats d'Europe de boxe amateur 1953 à Varsovie en poids welters